# James Gilligan

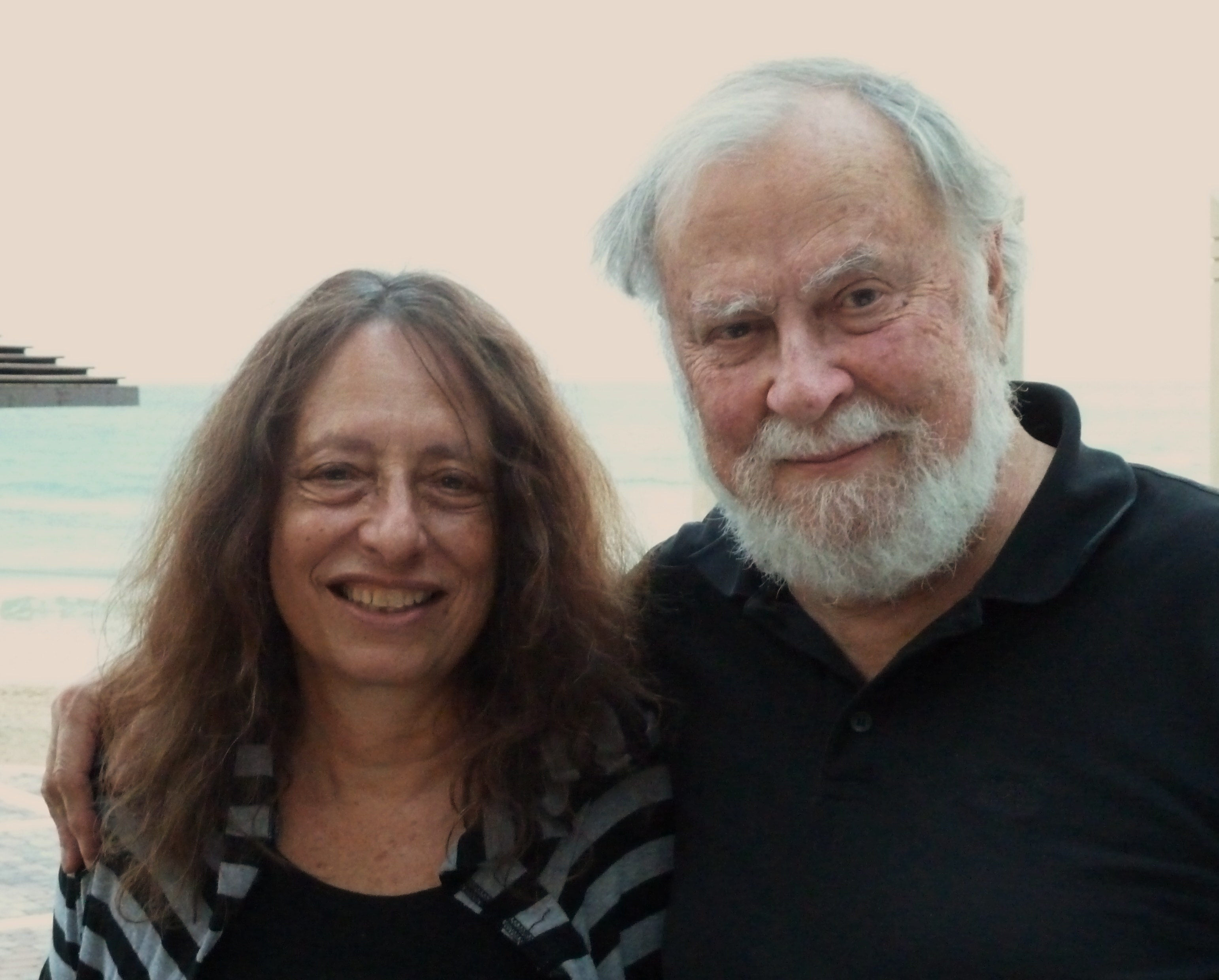
Carol und James Gilligan

James Gilligan ist ein amerikanischer Psychiater und Autor, Ehemann von Carol Gilligan und bekannt durch seine Bücherreihe Violence, in der er die 25 Jahre lange Erforschung über Motivation und Gründe für Gewalt in amerikanischen Gefängnissen aufgezeichnet hat.

## Leben und Wirken
In seiner beruflichen Laufbahn war er Leiter des Bridgewater State Hospitals für kriminelle Geisteskranke, Leiter der Gefängnis-Behörde für geistige Gesundheit in Massachusetts und Präsident der Internationalen Vereinigung der forensischen Psychotherapeuten. Er lehrt zurzeit an der Fakultät für Psychiatrie an der New York University. Professor Gilligan ist ein außerplanmäßiger Professor an der NYU Law and Collegiate und Professor an der NYU College of Arts and Sciences. Er war an der Fakultät der NYU bis 2002.
Zuvor war Gilligan ein Hochschullehrer an der Harvard Medical School, wo er von 1966 bis 2000 arbeitete. 1977 wurde er der Direktor des Harvard Institute of Law and Psychiatry.
Gilligan wurde zum medizinischen Leiter des Massachusetts prison mental hospital in Bridgewater, wegen der hohen Selbstmord- und Mordrate. Nach den 10 Jahren im Amt waren beide Raten fast auf Null gesunken.

## Werke
- Violence – Our Deadly Epidemic and Its Causes – 1996, ISBN 978-0-399-13979-6
- Violence – Reflections on a National Epidemic – 1997, ISBN 978-0-679-77912-4
- Violence – Reflections on Our Deadliest Epidemic – 1999, ISBN 978-1-85302-842-7
- Violence – Reflections on a Western Epidemic – 2000, ISBN 978-1-85302-842-7
- Violence in California Prisons: A Proposal for Research into Patterns and Cures – 2000, ISBN 978-0-7567-0680-7
- Preventing Violence – 2001, ISBN 978-0-500-28278-6
- Why Some Politicians Are More Dangerous to Your Health Than Others – 2011, ISBN 978-0-7456-4981-8[4]